# خويبون

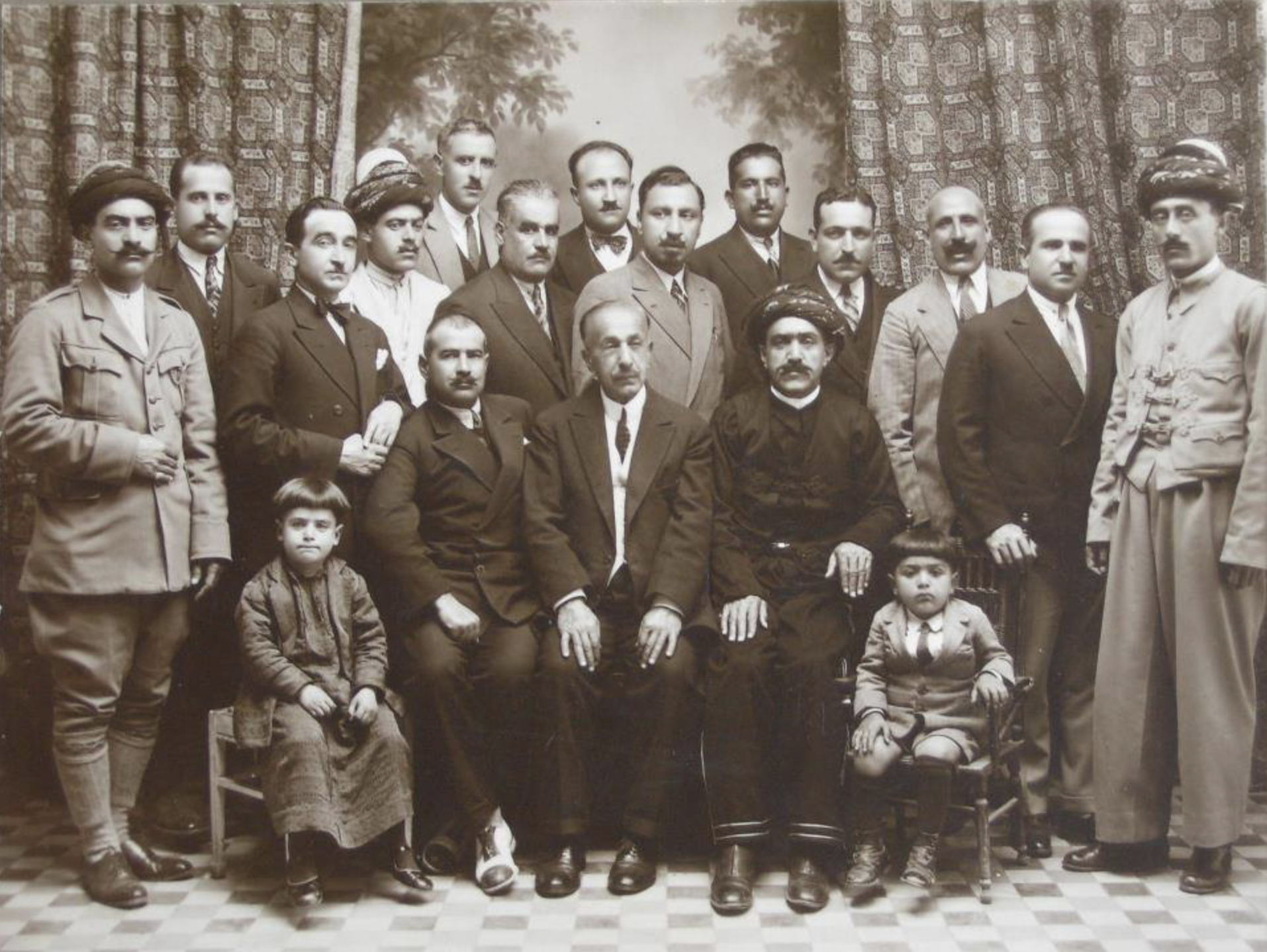

خۆییبوون كانت منظمة قومية للأكراد معروفة بقيادتها تمرد أرارات، بقيادة إحسان نوري. انضم العديد من الأرمن إلى الحركة أيضًا.

## مؤسسة
في 5 تشرين الأول (أكتوبر) 1927، في بحمدون، لبنان الكبير، خلال مؤتمر لعدد من الوجهاء الكرد، تأسست خويبون من قبل أعضاء جمعية النهوض بكردستان، آزادي (جمعية تيلي كوردستان)، المنظمة الكردية - المجتمع الاجتماعي وحزب الأمة الكردية. أعضاء بارزون في المؤتمر حيث كان كميران بدرخان، جلادت بدرخان، ممدوح سليم، مهدي سعيد (شقيق الشيخ سعيد) وحجو آغا وشاهين بك من بين آخرين. في نفس الشهر، توصل خويبون إلى معاهدة مع اتحاد الثوري الأرمني. تم التفاوض على المعاهدة في بيروت في 29 أكتوبر من قبل فاهان بابازيان من أجل اتحاد الثوري الأرمني وسيلادت بدرخان ومحمد شكرو سكبان وعلي رضا (ابن الشيخ سعيد وآخرين من جانب خويبون). كان خويبون قسمين منفصلين. وقسم مسلح وسياسي واحد. وكان يقود الجناح المسلح إحسان نوري وهو جندي عثماني. كان مقر الجناح السياسي في دمشق ويمثل في عدة دول غربية ومعظمهم من أفراد عائلة بدرخان.

## تمرد أرارات
تحت قيادة جلادت علي بدرخان، كاموران علي بدرخان، أكرم جميل باشا، ممدح سليم وآخرين، قرر خويبون ترقية إحسان نوري، الضابط السابق في الجيوش العثمانية والتركية، إلى جنرال (باشا) وأرسله إلى أرضروم مع 20 رفيقًا. نشروا صحيفة Agirî. أعلنت جمهورية أرارات استقلالها في 8 أكتوبر 1927.
عينت اللجنة المركزية لشويبين إبراهيم حسكي الذي كان من مشايخ قبيلة جلالي في ولاية أغري وإحسان نوري باشا في منصب القائد العام للقوات المسلحة الكردية. كما وجه خويبون نداءات إلى القوى العظمى وعصبة الأمم، ولكن تحت ضغط من تركيا، قامت الإمبراطورية البريطانية وفرنسا بتقييد أنشطة المتورطين في خويبون.
كان «المحرض» الرئيسي على تمرد أرارات، حيث تأسست جمهورية أرارات الكردية، ثم قمعتها القوات التركية عام 1931.